# Molucche (provincia)
Le Molucche (Maluku in indonesiano) sono una provincia dell'Indonesia, che comprende, a grandi linee, la parte meridionale dell'omonimo arcipelago, detto anche Molucche meridionali. Maluku tradizionalmente appartiene alla Melanesia.
La città principale e capitale della provincia è Ambon, sull'Ambon. La provincia ha una popolazione di 1 848 923 abitanti (2020). La popolazione è costituita circa il 58% da cristiani e 39% da musulmani. Gli abitanti sono per la maggior parte di etnia malese o alfuri.
Il 19 agosto 2012, in coincidenza con il 67º anniversario dell'istituzione della provincia, Ambon sarebbe dovuta essere sostituita come nuova capitale da Masohi, nell'isola di Ceram. Tuttavia, nonostante l'annuncio, l'iniziativa non ha avuto finora seguito.

## Etimologia
Storicamente, il termine Molucche (Maluku in malese) si riferiva ai quattro centri reali nelle Molucche Settentrionali, che non fanno più parte della provincia attuale, vale a dire Ternate, Tidore, Bacan e Jailolo. Un tipo di confederazione costituito dai quattro regni, sorto molto probabilmente nel XIV secolo, era chiamato Moloku Kie Raha o "Le quattro montagne delle Molucche". Sebbene i quattro regni successivamente si espansero e coprissero l'intera regione delle Molucche Settentrionali (come ora definita) e parti di Sulawesi e della Nuova Guinea, l'area di espansione non era originariamente inclusa nel termine "Maluku". Questo si riferiva solo alle quattro principali isole produttrici di chiodi di garofano a ovest di Halmahera: Ternate, Tidore. Moti e Makian. Anche Bacan più a sud e Jailolo su Halmahera erano comunemente inclusi nelle vere Molucche, i quattro regni che formavano una quadripartizione rituale con connotazioni alla cosmologia locale.
L'etimologia della parola Maluku non è molto chiara, ed è stata oggetto di dibattito per molti esperti. La prima parola registrata che può essere identificata con Maluku viene dal Nagarakretagama, un antico elogio giavanese del 1365. Canto 14 strofa 5 menzionava Maloko, che Pigeaud identificò con Ternate o le Molucche. Un'altra teoria sostiene che il nome Maluku deriva dal concetto di "Maluku Kie Raha". "Raha" significa quattro, mentre "kie" qui significa montagna, riferendosi alle 4 montagne di Ternate, Tidore, Bacan e Jailolo (Halmahera), che hanno il loro kolano (titolo per i re locali). Pertanto, Moluku può derivare da: "Moloku" che qui significa afferrare o trattenere. In questo contesto, il significato di "Moloku Kie Raha" è "la confederazione delle quattro montagne". Tuttavia, la parola radice "loku" deriva dalla parola creola malese locale per un'unità, quindi non da una lingua indigena. L'altra possibilità è che la parola "Maloko" sia una combinazione di "Ma", che significa "supporto" e "Loko", che si riferisce all'area. La frase "Maloko Kie Raha" significa "il luogo/mondo che ha quattro montagne".

## Geografia fisica
La provincia delle Molucche si estende su una superficie di 46914 km².
Le sue isole principali sono:
- Ambon
- Isole Aru (Kepulauan Aru)
- Isole Babar
- Isole Barat Daya (incluse Isole Wetar)
- Isole Banda (Kepulauan Banda)
- Buru
- Isole Kai
- Isole Leti
- Isole Sermata
- Makian
- Saparua
- Ceram
- Isole Tanimbar (Kepulauan Tanimbar)
- Nusa Laut

## Storia
I primi ad approdare su queste isole furono i portoghesi, nel 1513, seguiti poi dagli olandesi nel XVII secolo.
Durante l'occupazione giapponese nel corso della II guerra mondiale, i moluccani fuggirono sulle montagne e diedero il via ad una campagna di resistenza nota come Brigata Moluccana Meridionale. Dopo la fine della guerra i capi politici delle isole condussero con successo delle trattative per l'indipendenza con gli olandesi. Complicata dalle richieste indonesiane gli Accordi della Conferenza della tavola Rotonda vennero firmati nel 1949, trasferendo le Molucche all'Indonesia, con meccanismi che permettevano alle isole di scegliere se farne parte o meno. Gli accordi garantivano ai molucchesi il diritto di determinare la loro sovranità ultima. L'effimera Repubblica delle Molucche del Sud ebbe vita breve.
Dal 1950, al 1999, le isole Molucche hanno fatto parte di un'unica provincia. Nel 1999 la Reggenza delle Molucche Settentrionali e la Reggenza di Halmahera Centrale sono state separate dalla provincia delle Molucche, creando la provincia delle Molucche Settentrionali.
Il 19 gennaio 1999, nell'isola di Ambon, una discussione tra un passeggero musulmano e un autista cristiano di bus, si trasforma in una piccola battaglia che nei giorni seguenti si espande, provocando molte vittime e distruzione di abitazioni. I combattimenti si diffondono rapidamente alla vicina isola Haruku, Ceram e Saparua, trasformandosi in certi momenti in una vera e propria guerra civile tra musulmani e cristiani, che ha provocato migliaia di vittime e di profughi.

## Geografia antropica

### Suddivisioni amministrative
La provincia è suddivisa in nove reggenze (kabupaten) e due municipalità (kota):
- Reggenza di Buru (Kabupaten Buru) (Namlea)
- Reggenza di Buru Meridionale  (Kabupaten Buru Selatan) (Namrole)
- Reggenza delle Isole Aru (Kabupaten Kepulauan Aru) (Dobo)
- Reggenza di Maluku Centrale (Kabupaten Maluku Tengah) (Masohi)
- Reggenza di Maluku Sudoccidentale (Kabupaten Maluku Barat Daya) (Tiakur)
- Reggenza di Maluku Sudorientale (Kabupaten Maluku Tenggara) (Tual)
- Reggenza delle isole Tanimbar (Kabupaten Kepulauan Tanimbar) (Saumlaki)
- Reggenza di Seram Bagian Occidentale (Seram Bagian Barat) (Dataran Hunipopu)
- Reggenza di Seram Bagian Orientale (Seram Bagian Timur) (Dataran Hunimoa)
- Ambon (Kota Ambon) (municipalità)
- Tual (Kota Tual) (municipalità)

## Economia
L'agricoltura si basa soprattutto sulla coltivazione di riso, mais, noci, noce di cocco, caffè, cacao, cotone e spezie, mentre la pesca riguarda tonno, sgombro, gamberetti, acciughe; importante anche lo sfruttamento delle foreste e l'estrazione di nichel e manganese. Le principali industrie sono quelle alimentari e di trasformazione del legno.

## Infrastrutture e trasporti

### Aeroporti
- Jos Orno Imsula